# Magyar Néphadsereg 11. Honi Légvédelmi Rakétadandár
A Magyar Néphadsereg 11. Honi Légvédelmi Rakétadandár, a Magyar Néphadsereg honi légvédelmi tüzérdandárja, majd a Magyar Légierő honi légvédelmi rakétaezrede volt. 2001-ben került felszámolásra.

## A szervezet rövid története
A Magyar Néphadsereg 11. Honi Légvédelmi Rakétadandár 1959. október 25-én alakult meg Börgöndön, a Légvédelmi Kiképző Központ bázisán, mint a Magyar Néphadsereg 11. Honi Légvédelmi Tüzérezrede, Magyarország és a Magyar Néphadsereg első honi légvédelmi rakétaezrede. 1960. június 28-án szervezeti átalakítás keretében önállóvá vált, megszűnt a börgöndi Légvédelmi Kiképző Központhoz kapcsolódó alárendeltsége. Az ezredparancsnokság új helyőrsége Budapest lett. Az alakulat az első sikeres SZ–75 Dvina éleslövészetét követően az Országos Légvédelmi Parancsnokság parancsára 1961. június 1-jén légvédelmi rakétakészültségi szolgálatba lépett, és átvette a Magyar Népköztársaság légtere meghatározott részének, Budapestnek a 34 éven át tartó, megszakítás nélküli állandó légvédelmi rakétaoltalmazását. Kezdetben egy időben még csak egy honi légvédelmi rakétaosztály volt készültségi szolgálatban havi váltással.
1959. november 1-jén megalakult a 104. Honi Légvédelmi Tüzérezred Nagytarcsa helyőrségben. 1962-re fokozatosan teljessé vált a budapest-dunaújvárosi légvédelmi rakéta tűzrendszer. Ezt követőenegyre egyre több lett a készültségi szolgálatba bevonható honi légvédelmi rakétaosztály. A következő lépcső 1961. szeptember 15-én történt, a miskolci 105. Honi Légvédelmi Tüzérezred megalakitásával. Így létrejött a borsodi légvédelmi tűzrendszer is, amely szintén az ország fontos ipari területeit lefedő készültségi szolgálat része lett.
Új légvédelmi rakétarendszereket 1977-től, illetve 1978-tól rendszeresítették. 1977-ben a SZ–125 Nyeva komplexumokat, illetve 1978-ben a SZ-75M Volhovokat.
1991. első felében megszüntették az 1983-ban Nagytarcsáról Sárbogárdra áttelepült Magyar Néphadsereg 104. Honi Légvédelmi Rakétaezred parancsnokságát, amelynek harci osztályait a budapesti parancsnokságú, ekkor már új néven szereplő MH 11. Duna Légvédelmi Rakétadandár vette át. 1995. július 28-án, 12 órakor a 302/1995. számú dandárparancsnoki parancsra az MH 11. Duna Légvédelmi Rakétadandár kilépett a harmincnégy éven át tartó megszakítás nélküli állandó készültségi szolgálatából. Ezt követően már csak külön parancsra kellett a légvédelmi rakétásoknak készültségi szolgálatba lépniük. Az Amerikai Egyesült Államokat 2001. szeptember 11-én ért légi terrorcselekmények hatására, Paks oltalmazására október és december között légvédelmi készültséget látott el a Magyar Honvédség.
1997. december 31-re a dandár ezred szervezetre tért át és új megnevezése MH 11. Duna Vegyes Légvédelmi Rakétaezred lett.
Az alakulat 2001. június 1-én került felszámolásra Budapesten a Vasvári Pál laktanyában. Utolsó parancsnoka Kapcsándi István ezredes volt.

## 1959-1962 közötti szervezeti felépítés
- 11/1 technikai osztály, Börgönd
- 11/2 légvédelmi rakétaosztály, Börgönd
- 11/3 légvédelmi rakétaosztály, Vértesacsa
- 11/4 légvédelmi rakétaosztály, Sárbogárd
- 11/5 légvédelmi rakétaosztály, Úny
- 11/6 légvédelmi rakétaosztály, Dunaföldvár

## 1975-1985 közötti szervezeti felépítés
- Parancsnokság, Budapest-Érd[6]
- 11/1 légvédelmi rakéta osztály SZ-75M Volhov, Pilisszentlászló-Észak (Urak asztala)
- 11/2 légvédelmi rakéta osztály SZ-75M Volhov, Pilisszentkereszt (Pilis)
- 11/3 légvédelmi rakéta osztály SZ-75M Volhov, Zsámbék
- 11/4 légvédelmi rakéta osztály SZ-75M Volhov, Etyek
- 11/7 légvédelmi rakéta osztály SZ-75M Volhov, Ócsa (Felsőpakony)
- 11/8 légvédelmi rakéta osztály SZ-75M Volhov, Fót
- 11/9 légvédelmi rakéta osztály SZ–125 Nyeva, Pilisszentlászló-Dél (Lom hegy)
- 11/10 légvédelmi rakéta osztály SZ–125 Nyeva, Tinnye
- 11/11 légvédelmi rakéta osztály SZ–125 Nyeva, Biatorbágy
- 11/12 légvédelmi rakéta osztály SZ–125 Nyeva, Szigethalom
- 11/13 légvédelmi rakéta osztály SZ–125 Nyeva, Gyál
- 11/14 légvédelmi rakéta osztály SZ–125 Nyeva, Kerepes
- 11/15 technikai osztály, Börgönd
- 11/16 technikai osztály, Gyömrő